# Kanton L'Isle-sur-le-Doubs
L'Isle-sur-le-Doubs is een voormalig kanton van het Franse departement Doubs. Het kanton maakte deel uit van het arrondissement Montbéliard. Het werd op 22 maart 2015 werd opgeheven bij toepassing van het decreet van 25 februari 2014. De gemeenten werden opgenomen in het op dezelfde dag gevormde kanton Bavans.

## Gemeenten
Het kanton L'Isle-sur-le-Doubs omvatte de volgende gemeenten:
- Accolans
- Appenans
- Arcey
- Blussangeaux
- Blussans
- Bournois
- Étrappe
- Faimbe
- Gémonval
- Geney
- Hyémondans
- L'Isle-sur-le-Doubs (hoofdplaats)
- Lanthenans
- Longevelle-sur-Doubs
- Mancenans
- Marvelise
- Médière
- Montenois
- Onans
- La Prétière
- Rang
- Saint-Maurice-Colombier
- Sourans
- Soye